# Акулиновка (Белгородская область)
Акулиновка — село в Борисовском районе Белгородской области, административный центр Акулиновского сельского поселения.

## История
Территория села Акулиновка была заселена служилыми людьми ещё в XVII веке. Первым поселением стал Обыхожий Колодезь, расположенный на притоке реки Ворсклы. В следующем столетии здесь поселилась помещица Авдотья Акулова, с чьим именем и связано название села.
Во время Великой Отечественной войны село пережило разруху. 387 жителей погибли на полях сражений или были угнаны фашистами в Германию.
В 1949—1953 годах в Акулиновке были построены сельский клуб, магазин и медпункт.

## Администрация
Глава администрации сельского поселения — Рудась Дмитрий Сергеевич.

## Экономика
В  Акулиновке действует сельскохозяйственное предприятие ООО «Ракита».

## Инфраструктура
В селе работает клуб, магазин, почта, библиотека, медицинский пункт.

## Транспорт
Акулиновка связана с районным центром автобусными рейсами. Также на окраине села есть одноимённая железнодорожная  платформа. 2 сентября 2016 года был запущен пригородный поезд Белгород-Хотмыжск, связавший Акулиновку беспересадочным сообщением с областным центром.

## Известные люди
Уроженцами села являются:
- В. М. Рязанов — заслуженный машиностроитель РФ, бывший директор ОАО «Белагромаш-Сервис».
- Н. П. Курцев — кандидат юридических наук, профессор.